# Anke Morsch
Anke Morsch (* 25. März 1969 in Neunkirchen) ist eine deutsche Juristin, Richterin und Politikerin (SPD). Von 2008 bis 2012 war sie Richterin am Verfassungsgerichtshof des Saarlandes, von 2012 bis 2017 war sie Staatssekretärin im Ministerium der Justiz des Saarlandes. 2017 wurde die Juristin zur Präsidentin des Finanzgerichtes des Saarlandes berufen.

## Ausbildung
Nach dem Abitur am Illtal-Gymnasium in Illingen, welches sie von 1979 bis 1988 besuchte, studierte Anke Morsch von 1988 bis 1994 Jura an der Universität des Saarlandes. Sie beendete das Studium mit dem ersten Staatsexamen. Nach dem Referendariat von 1994 bis 1996 absolvierte sie das zweite Staatsexamen. Von 1996 bis 1999 war sie wissenschaftliche Mitarbeiterin an der Universität des Saarlandes. Sie promovierte über das Thema Mediation statt Strafe? Eine Untersuchung der médiation pénale in Frankreich.

## Karriere
1999 trat Anke Morsch in den höheren Dienst der saarländischen Finanzverwaltung ein. Zuletzt war sie dort Referatsleiterin im saarländischen Finanzministerium.

### Richterin am Finanzgericht und Verfassungsgerichtshof
Von 2007 bis 2012 war sie Richterin am Finanzgericht des Saarlandes. 2008 wurde sie stellvertretendes Mitglied am Verfassungsgerichtshof des Saarlandes, 2010 nach dem Ausscheiden von Monika Hermanns als Richterin bis 2012 ordentliches Mitglied des Verfassungsgerichtshofs.

### Staatssekretärin im Ministerium für Justiz
Nach den vorgezogenen Landtagswahlen im März 2012 wurde Morsch am 10. Mai 2012 zur Staatssekretärin im Ministerium für Justiz berufen. Da das Justizressort nach der Landtagswahl im März 2017 in der neuen Großen Koalition nunmehr an die CDU ging, wurde das SPD-Mitglied Morsch nicht erneut zur Staatssekretärin berufen.
Kritik äußerte die Linksfraktion im Landtag, die Morsch vorwirft, als Justiz-Staatssekretärin die Landesregierung nicht über ein Ermittlungsverfahren gegen einen Arzt des Universitätsklinikums des Saarlandes in Homburg informiert zu haben.
Ein Gutachten der Rheinischen Friedrich-Wilhelms-Universität Bonn kommt demgegenüber zum Ergebnis, dass die Weitergabe von Informationen nicht zulässig gewesen wäre.

### Präsidentin des Finanzgerichts des Saarlandes
Mit Wirkung vom 1. August 2017 wurde Anke Morsch als erste Frau zur Präsidentin des Finanzgerichtes des Saarlandes berufen. Gleichzeitig war sie dort Vorsitzende des 2. Senats.

### Streit um Ernennung zur Vizepräsidentin des BFH
Am 8. Oktober 2020 wurde Morsch zur Bundesrichterin am Bundesfinanzhof in München gewählt. Bundesjustizministerin Christine Lambrecht wollte die bislang vakante Stelle des Präsidenten des Bundesfinanzhofs mit Hans-Josef Thesling und die der Vizepräsidentin mit Anke Morsch besetzen. Damit wäre sie Vorsitzende eines Senats geworden. Allerdings war dies heftig umstritten: Angeblich gab es im Vorfeld der Wahl Absprachen in der Großen Koalition, dass die Juristin per Kabinettsbeschluss als Vizepräsidentin an die Spitze des höchsten deutschen Finanzgerichts aufrücken solle. Der Verein der Richter und Richterinnen am Bundesfinanzhof hatte daraufhin das Vorgehen kritisiert, da Anke Morsch nicht die für dieses Amt bisher geforderte Erfahrung als Rechtsmittelrichter habe. Diese Voraussetzung hatte Bundesjustizministerin Christine Lambrecht (SPD) im Vorfeld der Wahl abschaffen lassen. Klaus Rennert kritisierte, dass hierbei von der Regel, den Senatsvorsitz von Bundesgerichten mit Mitgliedern des betreffenden Gerichts zu besetzen, abgewichen wurde. Der Deutsche Richterbund warf der Bundesjustizministerin vor, die Unabhängigkeit der Justiz zu gefährden.
Vier Konkurrentenklagen wurden gegen die Besetzung erhoben, darunter drei durch Vorsitzende Richterinnen und Vorsitzende Richter am BFH, zum Verwaltungsgericht München. Der Posten des Vizepräsidenten bleibt deshalb vakant. Das Verwaltungsgericht hat im Oktober 2021 auf die Eilanträge der BFH-Richter die Besetzung ohne erneute Auswahlentscheidung untersagt. Der Bayerische Verwaltungsgerichtshof (BayVGH) hat die Entscheidungen des Verwaltungsgerichts mit Beschlüssen vom 1. Februar 2022 bestätigt. Anke Morsch blieb in der Folge weiterhin Präsidentin des Finanzgerichts des Saarlandes.

## Weitere Ämter und Mitgliedschaften
- Seit 2000 Mitglied der SPD.
- Seit 2010 Vertretung des SPD-Gemeindeverbandes Marpingen im Kreisvorstand St. Wendel und stellvertretende Kreisvorsitzende.[20]
- Lehrbeauftragte im Bereich Steuerrecht an der Universität des Saarlandes.[21]
- Mentorin des Programms „BestJuraSaar“ der Universität des Saarlandes und der StudienstiftungSaar.[22]
- Seit 24. September 2020 Vorsitzende des Deutschen EDV-Gerichtstags.[23]
- Mitglied der Deutschen Stiftung für Internationale Rechtliche Zusammenarbeit e.V. (IRZ).[24]
- ehemalige Vorsitzende der Hedwig-Stalter-Stiftung zur Förderung des wissenschaftlichen Nachwuchses am Institut für Humangenetik der Universität des Saarlandes.[25][26]

## Privatleben
Anke Morsch ist verheiratet. Sie lebt in Berschweiler.

## Publikationen (Auswahl)

### Steuerrecht
Mitarbeit an Gemeinschaftswerken:
- Steuerberater Branchenhandbuch. Hrsg.: Deutsches Steuerberaterinstitut e.V. ISBN 978-3-08-256200-0.
- Handbuch des steuerlichen Einspruchsverfahrens. Hrsg.: Bilsdorfer/Morsch/Schwarz. ab der 2.  Auflage. Berlin 2008, ISBN 978-3-503-11216-6.
- Handbuch des finanzgerichtlichen Verfahrens. Hrsg.: Sauer/Schwarz. ab 7.  Auflage. Berlin 2010, ISBN 978-3-503-16596-4.

Aufsätze:
- Die Verfahrensgarantien des Art. 6 der Europäischen Menschenrechtskonvention und das deutsche Steuerrecht. In: Müller-Dietz u. a. (Hrsg.): Festschrift für Heike Jung. Baden-Baden 2007, ISBN 978-3-8329-2537-6, S. 601–621.
- Die Selbstanzeige im Steuerrecht - Eine Problemskizze. In: Jochum u. a. (Hrsg.): Freiheit, Gleichheit, Eigentum - Öffentliche Finanzen und Abgaben, Festschrift für Rudolf Wendt. Berlin 2015, ISBN 978-3-428-14017-6, S. 899–912.
- mit Dietmar Moench: Das „Erbschaftssteuer-DBA“ zwischen Saarland und Frankreich - Ein Dokument zeitvergessener Vertragsverhandlungen. In: ZEV. 2002, S. 273–276.
- mit Peter Bilsdorfer: Steuervereinfachung durch Rechtsprechung? In: Der Steuerberater. 2010, S. 443.[29]

### Sonstiges
- Mediation statt Strafe? Eine Untersuchung der „médiation pénale“ in Frankreich. Dissertation. Heymann, Köln / Berlin / Bonn / München 2003, ISBN 978-3-452-25412-2.
- Art. 14 und 15. In: Wendt/Rixecker (Hrsg.): Verfassung des Saarlandes, Kommentar. Saarbrücken 2009, S. 142–158.[30]
- mit Otto M. Sauer, Hansjürgen Schwarz, Peter Bilsdorfer: Handbuch des finanzgerichtlichen Verfahrens. Vorläufiger Rechtsschutz – Klageerhebung – Prozess – Revision – Kosten. Erich Schmid, Berlin 2019, ISBN 978-3-503-12431-2.
- mit Heike Jung: Gesetze und ihre Prinzipien. In: Saliger u. a. (Hrsg.): Rechtsstaatliches Strafrecht, Festschrift für Ulfrid Neumann. Heidelberg 2017, ISBN 978-3-8114-3962-7, S. 1311–1323.
- Zum Verhältnis von Wissenschaft und Gesetzgebung. In: Zabel (Hrsg.): Strafrechtspolitik. Baden-Baden 2018, ISBN 978-3-8487-4706-1, S. 133–151.